# Vittorio Bachelet
Pour les articles homonymes, voir Bachelet.
Vittorio Bachelet est un universitaire italien, membre de la Démocratie chrétienne, né le 20 février 1926 et mort le 12 février 1980, assassiné par les Brigades rouges.

## Biographie
Il fut l'un des dirigeants de l'Action catholique et membre de la Démocratie chrétienne. Il a été vice-président du Conseil supérieur de la magistrature.
Il a été assassiné par les membres des Brigades rouges Annalaura Braghetti (it) et Bruno Seghetti (it) à l'Université La Sapienza. L'instruction judiciaire de son assassinat a été faite par le juge Ferdinando Imposimato.